# Afrikanska U18-mästerskapen i volleyboll för damer
Afrikanska U18-mästerskapen i volleyboll för damer arrangeras av CAVB (Afrikas volleybollförbund) vartannat år sedan 1994. Damlandslag från dess medlemsförbund deltar och Egypten har varit mest framgångsrikt med sju titlar.

## Upplagor
| Upplaga              | Upplaga    | Podium    | Podium     | Podium         |
| Säsong               | Värd       | Mästare   | Tvåa       | Trea           |
| -------------------- | ---------- | --------- | ---------- | -------------- |
| 1994 mer information | ?          | ?         | ?          | ?              |
| 1996 mer information | Egypten    | Mauritius | ?          | ?              |
| 1998 mer information | ?          | ?         | ?          | ?              |
| 2000 mer information | ?          | ?         | ?          | ?              |
| 2002 mer information | ?          | Egypten   | ?          | ?              |
| 2004 mer information | Egypten    | Egypten   | Tunisien   | Algeriet       |
| 2006 mer information | Algeriet   | Tunisien  | Egypten    | Algeriet       |
| 2008 mer information | Tunisien   | Tunisien  | Egypten    | Algeriet       |
| 2010 mer information | Egypten    | Tunisien  | Egypten    | Kenya          |
| 2011 mer information | Egypten    | Egypten   | Algeriet   | Tunisien       |
| 2013 mer information | Egypten    | Egypten   | Tunisien   | Algeriet       |
| 2014 mer information | Egypten    | Egypten   | Tunisien   | Algeriet       |
| 2016 mer information | Madagaskar | Egypten   | Madagaskar | Mauritius      |
| 2018 mer information | Egypten    | Egypten   | Kamerun    | Kongo-Kinshasa |